# Padoque

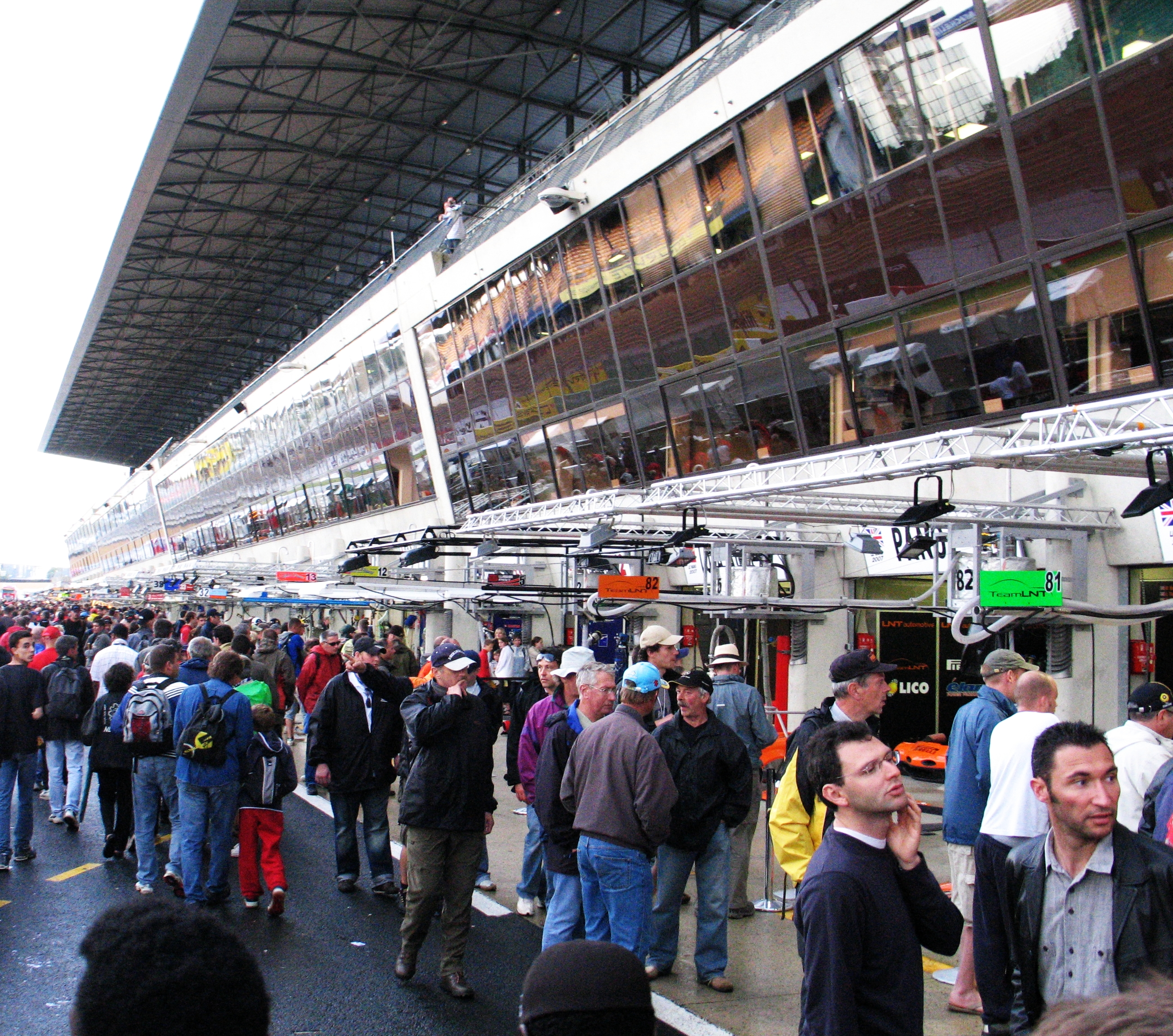
Paddock do Autódromo de Le Mans.

Padoque (em inglês: paddock) é a área adjunta a um curral para exercício dos cavalos, que mais tarde foi aplicada às partes das pistas de turfe onde se preparam os cavalos.
Sendo, também, o nome dada a edificação encontrada nos circuitos de automobilismo para abrigar o pessoal das equipes, veículos, oficiais de prova e convidados.